# Kuehneosaurus
Kuehneosaurus era um réptil voador que viveu no período Triássico. Ele planava em busca de insetos.

## Descrição
Kuehneosaurus possuía suportes ósseos longos ligados às costelas, provavelmente cobertos por uma membrana cutânea em vida. Kuehneosaurus seria capaz de planar entre as árvores como um paraquedista, sendo bastante ágil e podendo atingir velocidades até 12 metros por segundo. Os seus dentes afiados evidenciam que este animal se alimentava de insetos.